# Famille von Barby
Pour les articles homonymes, voir Barby.
La famille von Barby est le nom d'une ancienne famille noble de la région de Magdebourg. Elle n'est pas liée à la lignée des comtes de Barby (de). Le nom de famille remonte à l'ancien château de Barby sur l'Elbe et au nom des nobles seigneurs et plus tard des comtes de Barby qui y règnent.
L'orthographe du nom est initialement très incohérente, notamment de Barbi, de Barbey, van Barby, von Barbye, de Barby, de Barboy, de Barbii, avant que l'orthographe actuelle du nom de la ville de Barby, comme celle de la famille, ne soit adoptée.

## Histoire
Un Joannes de Barbi est mentionné pour la première fois dans un document en 1296 à l'occasion d'une donation du duc Henri de Brunswick à l'abbaye de Jerichow (de). Hans von Barby, qui aurait vécu vers 1223, est considéré comme l'ancêtre de la famille. Cela est prouvé en 1304 (dans la 3e génération de la lignée familiale) dans un document du margrave de Brandebourg , le chevalier Wipard van Barby, qui vit au début du 14e siècle, apparaît également dans d'autres documents,
Les ancêtres sont initialement les seigneurs héréditaires de Jerichow avec Klitzing et Ferchland, à partir de 1423 titulaires de Loburg et depuis 1457 propriétaires de Loburg ainsi qu'Isterbies et Kalitz.
Le manoir de Loburg I (de) (arrondissement de Jerichow I (de)) appartient à la famille jusqu'en 1945 ; Le manoir de Großgestewitz (arrondissement de Weißenfels) est ajouté en 1841 (également jusqu'en 1945). Outre ces deux lignées, d'autres branches de la famille se développent à Dessau et Wiesbaden.

## Blason

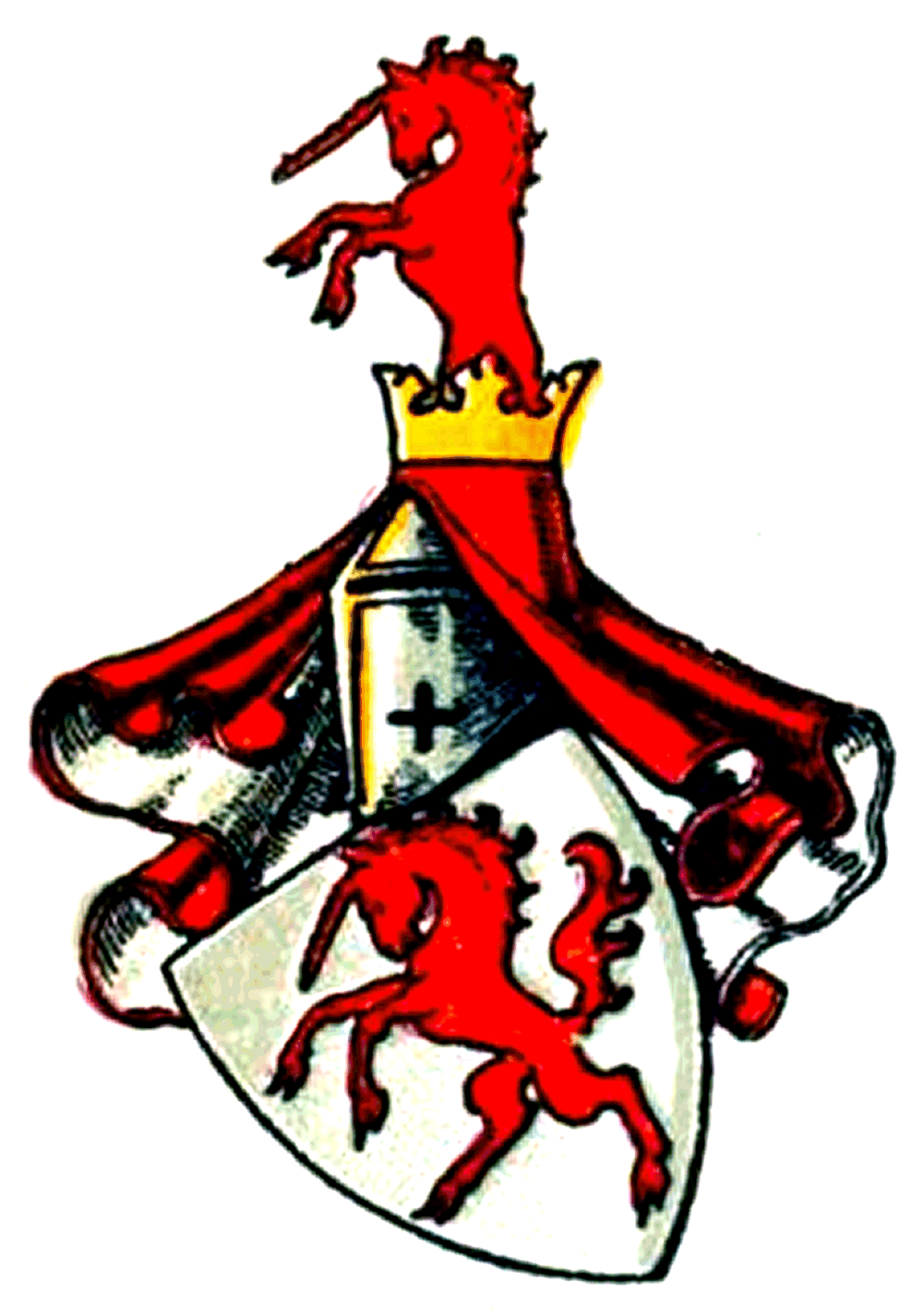
Armoiries de la famille von Barby

Les armoiries montrent une licorne rouge montante en argent. Sur le casque couronné de rouge et d'argent se trouve une licorne rouge en pleine croissance.[réf. nécessaire]
La représentation la plus ancienne des armoiries de la licorne montre le sceau de Wyprecht van Barbey sur un document de l'évêque Burchard II de Havelberg de 1363.[réf. nécessaire]
La devise héraldique se lit comme suit : « Omnia cum deo, nihil sine eo » (« Tout avec Dieu, rien sans lui »).[réf. nécessaire]

## Personnalités

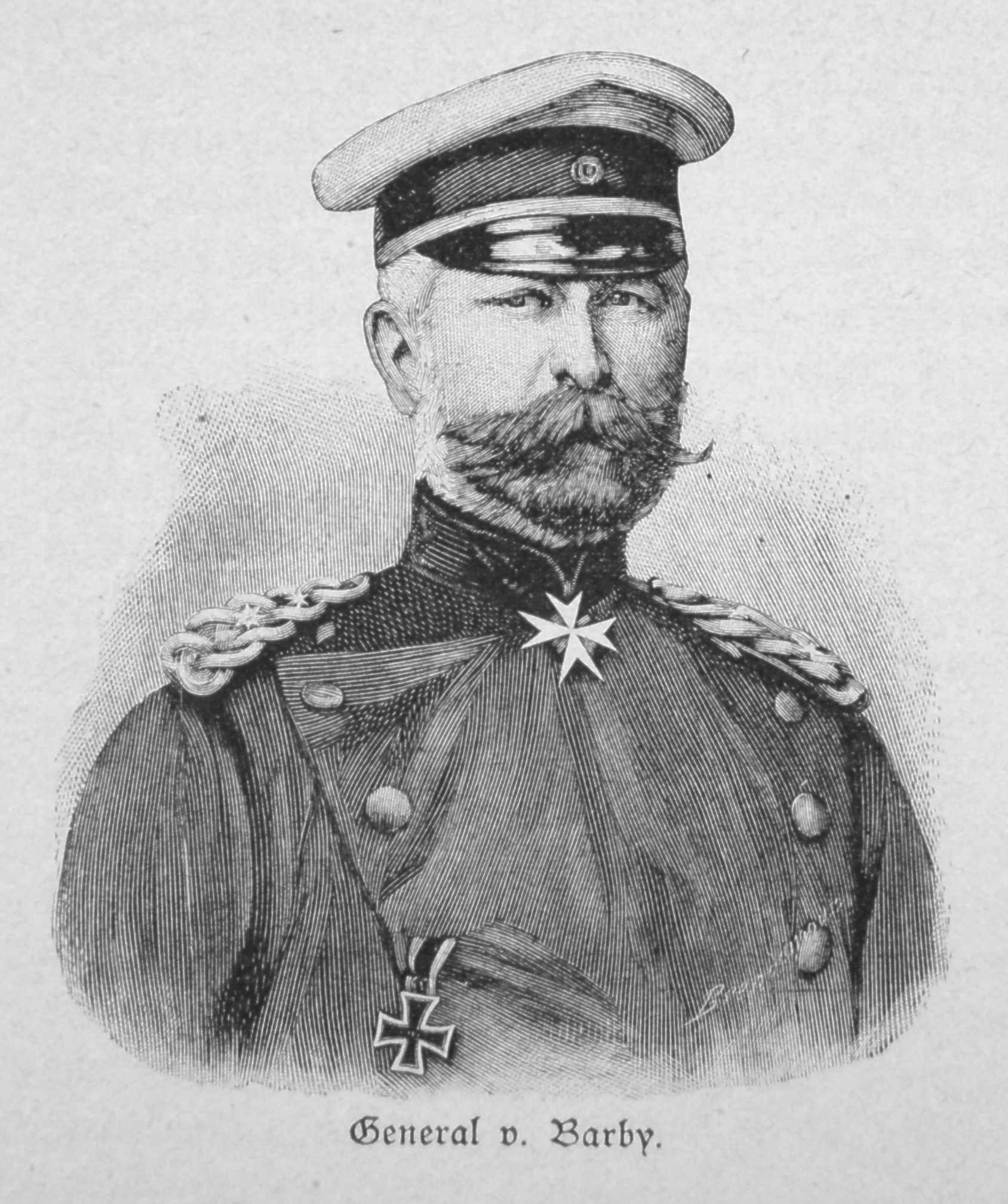
Général Adalbert von Barby

- Johannes von Barby (avant 1405-1445), doyen de la cathédrale de Magdebourg[5]
- Andreas von Barby (de) (1508-1559), chancelier du roi danois Christian III et évêque de Lübeck
- Levin von Barby (1619-1670), conseiller de la Chambre, de la Cour et de la Justice de  de l'archevêché princier de Magdebourg[6]
- Wilhelm von Barby (de) (1795-1883), lieutenant général prussien
- Friedrich von Barby (de) (1801-1871), général de division prussien
- Adalbert von Barby (1820-1905), général de cavalerie prussien, la General-Barby-Straße à Berlin-Reinickendorf porte son nom
- Rudolf von Barby (de) (1821-1906), lieutenant général prussien
- Wilhelm von Barby (1866-1925), chambellan ducal d'Anhalt[7] et maréchal de la Haute Cour de Dessau
- Hans Levin von Barby (1899-1942), colonel[8]
- Bogislav von Barby (1912-1993), propriétaire foncier de Loburg I
- Hans Wiprecht von Barby (1934-2015), consul honoraire de la République fédérale d'Allemagne à Denver, États-Unis, initiateur de la construction d'une sculpture de cheval à Berlin, Clayallee (de), comme symbole du dépassement de la division de l'Allemagne